# 措末迂
措末迂，又译搓莫耶、初末履、斯密愚、昔莫月、撮孟月等，传说中的哈尼族始祖。
哈尼族传说古时天地混沌，宇宙洪荒，没有人类，只有天神奥玛（女性）、地神阿奥（男性）、魔鬼奥尼。后来天地分开，地面长出了茅草，茅草里出现一个大蛋，经鹌鹑孵化，变出哈尼族的祖先措末迂。在现代云南哀牢山的墨江、红河、元阳、绿春、金平等地，哈尼族各姓的父子连名谱系，都说祖先开始自措末迂。这个传说中，鬼、神、人的概念已有区别，根据父子连名制产生的历史条件，措末迂可能是哈尼族进入原始社会后期父系氏族阶段的一个族长。